# Harry außer sich
Harry außer sich (Deconstructing Harry) ist eine US-amerikanische Filmkomödie von Woody Allen aus dem Jahr 1997.

## Handlung
Harry Block ist ein in Manhattan lebender Schriftsteller. Seine Bücher und Erzählungen basieren auf eigenen intimen Erlebnissen oder denjenigen ihm nahestehender Personen, die er stets leicht abgewandelt verarbeitet. Dies führt auch wiederholt zu Konfrontationen mit den Betreffenden, die sich leicht darin wiedererkennen. Eines Tages soll Harry von seiner früheren Universität geehrt werden. In Gesellschaft seines herzkranken alten Freundes Richard, einer Prostituierten und seines neunjährigen Sohnes aus einer früheren Ehe, den er mehr oder weniger entführt, begibt er sich zum Ort der Preisverleihung.
Ein Strom von Episoden seines Lebens und Passagen seiner Bücher begleiten die Fahrt, wobei für Harry zunehmend die Grenzen zwischen Realität und Einbildung verwischen. Bald wird er von den Personen, die unter seinen Allüren und Eskapaden zu leiden hatten, und den nach ihnen gestalteten fiktiven Charakteren verfolgt und er beginnt, den Wert seines Lebens zu hinterfragen. So landet er unter anderem in der Hölle, wo er seinem Vater begegnet und ihm der Teufel in Gestalt seines Freundes Larry gegenübertritt. Obwohl Richard unterwegs an seiner Herzschwäche stirbt, erreicht Harry schließlich den Veranstaltungsort. Im Publikum sitzen zahlreiche Personen aus seinem bisherigen Leben und Figuren aus seinen Büchern. Beim Verlassen des Gebäudes wird Harry wegen Kidnappings verhaftet.

## Hintergrund
Harry außer sich wurde am 26. August 1997 auf den Internationalen Filmfestspielen von Venedig uraufgeführt. Er ging am 12. Dezember 1997 in den amerikanischen und am 21. Mai 1998 in den deutschen Kinos an den Start.

## Kritiken
„Harry außer sich ist ruppig, komplex, zerfleischend und selbstenthüllend. Aber er ist auch sehr witzig, die meiste Zeit jedenfalls. Woody Allens Neuester, der auf den Internationalen Filmfestspielen von Venedig gezeigt wurde, ist einer seiner provokantesten und anspruchsvollsten Filme. Die zahlreichen, brillanten Schauspieler, die zwar überwiegend auf kleinere Rollen beschränkt sind, glänzen alle unter Allens selbstsicherer Regie.“

„Nie war Woody Allen besser – gelöster, heiterer und radikaler. Sein Witz läßt keine Gelegenheit aus und ist so ungehemmt pueril wie in Was Sie schon immer über Sex wissen wollten …, so albern wie in Die letzte Nacht des Boris Gruschenko, so bitter wie in Zelig. Seine Geschichte ist klug und eine listenreiche Nahaufnahme seines Helden und seines Milieus. In seiner Poetik schnarrt kein Scharnier mehr. Es ist der rücksichtsloseste Woody Allen, den man je sah: der Film vom Frosch, der sich selber küßt.“

„Auch in Harry außer sich variiert Allen diverse Ausdrucksformen neurotischen Zwangsverhaltens, und auch diese hellsichtige, sarkastische Komödie enthält die bekannten Allen-Zutaten: Psychiater und Paranoia, jüdische Komplexe und Hitler-Witze, Hypochonder, Macht- und Ohnmachtsphantasien, Zitate aus Ingmar-Bergman-Filmen und natürlich die Skyline von Manhattan.“

## Auszeichnungen
Der Film erhielt 1998 einen Bogey Award und war im selben Jahr für das Beste Originaldrehbuch für einen Oscar nominiert.